# Cervus albirostris
Il cervo a labbra bianche (Cervus albirostris Przewalski, 1883) è una specie minacciata di cervo diffusa nelle praterie, nelle boscaglie e nelle foreste d'alta quota delle regioni orientali dell'Altopiano del Tibet. Deve il nome comune (in cinese Baichunlu, 白唇鹿) alle chiazze bianche attorno al muso.
Questo cervo occupa una nicchia ecologica simile a quella dello shou (Cervus canadensis wallichii, una delle molte sottospecie del wapiti). Venne descritto scientificamente per la prima volta, nel 1883, da Nikolai Przewalski, ma i primi esemplari furono portati in Occidente da G. W. Thorold, al quale la specie deve il nome alternativo. Agli inizi del 2011, secondo l'ISIS, negli zoo di tutto il mondo erano presenti più di 100 cervi a labbra bianche, e nel 1998 venne stimato che in natura ne rimanessero circa 7000 capi.

## Etimologia
Sebbene il cervo a labbra bianche sia stato descritto per la prima volta, nel 1883, da Nikolai Przewalski, è noto anche come cervo di Thorold dal nome dell'uomo che fece conoscere per la prima volta questa specie in Occidente. L'appellativo specifico (albirostris) deriva dai termini latini albus («bianco») e rostrum («muso»), in riferimento al muso e alle labbra bianche. Questo nome è l'esatta traduzione del cinese Baichunlu (白唇鹿), che significa «labbra-bianche». Proprio per questo motivo, la specie è nota prevalentemente con questo nome.

## Tassonomia
In passato il cervo a labbra bianche è stato talvolta classificato in un genere a sé (Przewalskium), ma oggi la maggior parte degli studiosi tende a classificarlo nuovamente nel genere Cervus.
Non ne vengono riconosciute sottospecie.

## Descrizione

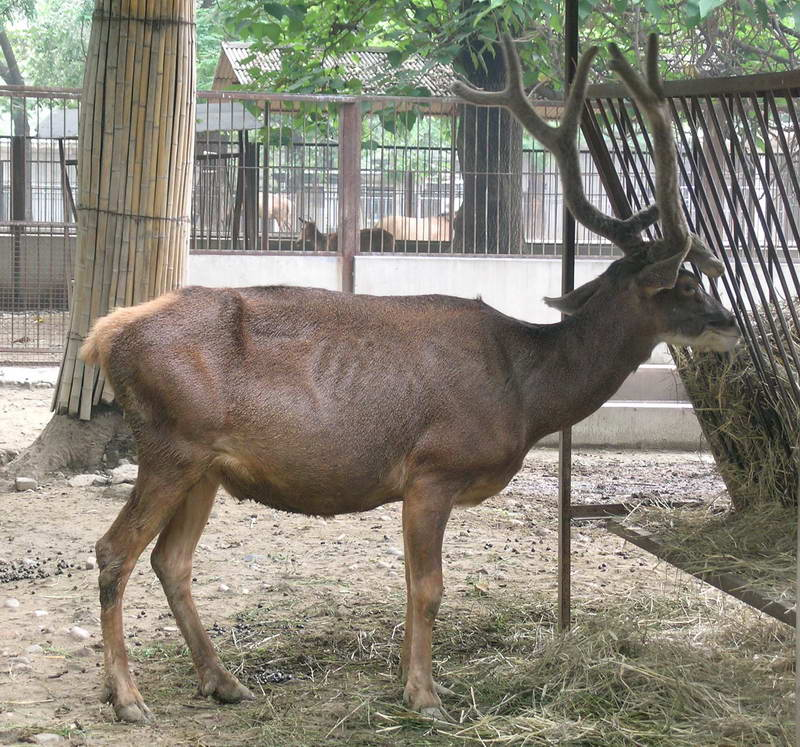
Maschio di cervo a labbra bianche.

Con un'altezza al garrese di 115–140 cm, il cervo a labbra bianche è uno dei cervi più grandi del mondo. I maschi, che pesano 180–230 kg, sono parecchio più grandi delle femmine, che pesano solo 90–160 kg. Il mantello, piuttosto folto, è di color grigio-marrone su quasi tutto il corpo, ma sulle regioni inferiori si fa fulvo-giallastro; sul posteriore è presente una caratteristica chiazza bruno-rossastra, mentre lungo la linea del dorso corre una serie di peli più scuri. Il mantello invernale, di colore più chiaro, è all'incirca il doppio più folto di quello estivo, più folto perfino di quello dell'alce. Il colore della testa è più scuro di quello del resto del corpo, soprattutto nei maschi, e contrasta nettamente con le macchie bianco candido presenti sulle labbra, attorno al naso e sulla gola, proprio sotto il mento.
I maschi adulti possiedono palchi lunghi fino a 110 cm, che possono pesare anche 4 kg. Rispetto a quelli del wapiti o del cervo nobile, i palchi sono più appiattiti e hanno la prima e la seconda punta (il «bez») piuttosto distanziate. Possono essere presenti fino a sette punte, tutte situate sullo stesso piano. Essi cadono annualmente in marzo e raggiungono le loro massime dimensioni verso la fine dell'estate. Tra le altre caratteristiche proprie della specie ricordiamo orecchie più lunghe che in quasi tutti gli altri cervi, bordate di peli bianchi, e grandi ghiandole metatarsali e preorbitali. Gli zoccoli sono larghi e robusti, con punte insolitamente lunghe. La coda è breve e misura solo 12–13 cm di lunghezza.
Il cervo a labbra bianche ha sviluppato un certo numero di adattamenti fisici e fisiologici alla vita ad alta quota. Le zampe brevi e gli zoccoli larghi ne fanno un agile arrampicatore, in grado di rifugiarsi anche sugli impervi terreni montuosi per sfuggire ai predatori. Le cavità nasali sono piuttosto grandi e consentono al cervo di respirare l'aria rarefatta delle alte quote, mentre il folto mantello garantisce un'ottima protezione contro il freddo. Rispetto a mammiferi di simili dimensioni, in questa specie i globuli rossi sono più piccoli della media e molto numerosi; entrambe queste caratteristiche migliorano la capacità di trasportare quantitativi limitati di ossigeno.

## Distribuzione e habitat
Il cervo a labbra bianche vive nelle province cinesi di Tibet, Sichuan, Qinghai, Gansu e nell'estremità nord-occidentale dello Yunnan. Attualmente, in tutto il suo areale, si trova solamente in popolazioni isolate, in apparenza più numerose nel Sichuan orientale. Predilige un mosaico di prateria, boscaglia e foresta, e viene spesso avvistato oltre la linea degli alberi. Vive ad altitudini di 3500–5100 m, più in alto di ogni altra specie di cervo, e migra stagionalmente dagli elevati pascoli estivi ai terreni meno elevati in cui trascorre l'inverno.

## Biologia
Il cervo a labbra bianche è una creatura crepuscolare che vive generalmente in branchi composti da almeno dieci esemplari. Tranne che nella stagione degli amori, maschi e femmine vivono quasi sempre separati. In passato, erano noti anche branchi composti da varie centinaia di capi, ma attualmente è molto raro trovare una mandria formata da più di cento individui. Come il wapiti, è un animale prevalentemente pascolatore; la sua dieta comprende una vasta gamma di vegetali disponibili, specialmente erba e carici, ma anche piante più grandi, come rododendri e salici. Ha pochi nemici naturali, ma ogni tanto qualche esemplare cade vittima di lupi o leopardi delle nevi.
Questo animale emette una vasta serie di vocalizzi, tra i quali ricordiamo un potente richiamo d'allarme, udibile a più di 500 m di distanza, una sorta di latrato emesso dai maschi in calore, e dei suoni meno rumorosi emessi da femmine e giovani. Come la renna, il cervo a labbra bianche emette inoltre un insolito e forte suono schioccante con le ossa carpali, la cui funzione è sconosciuta.

### Riproduzione

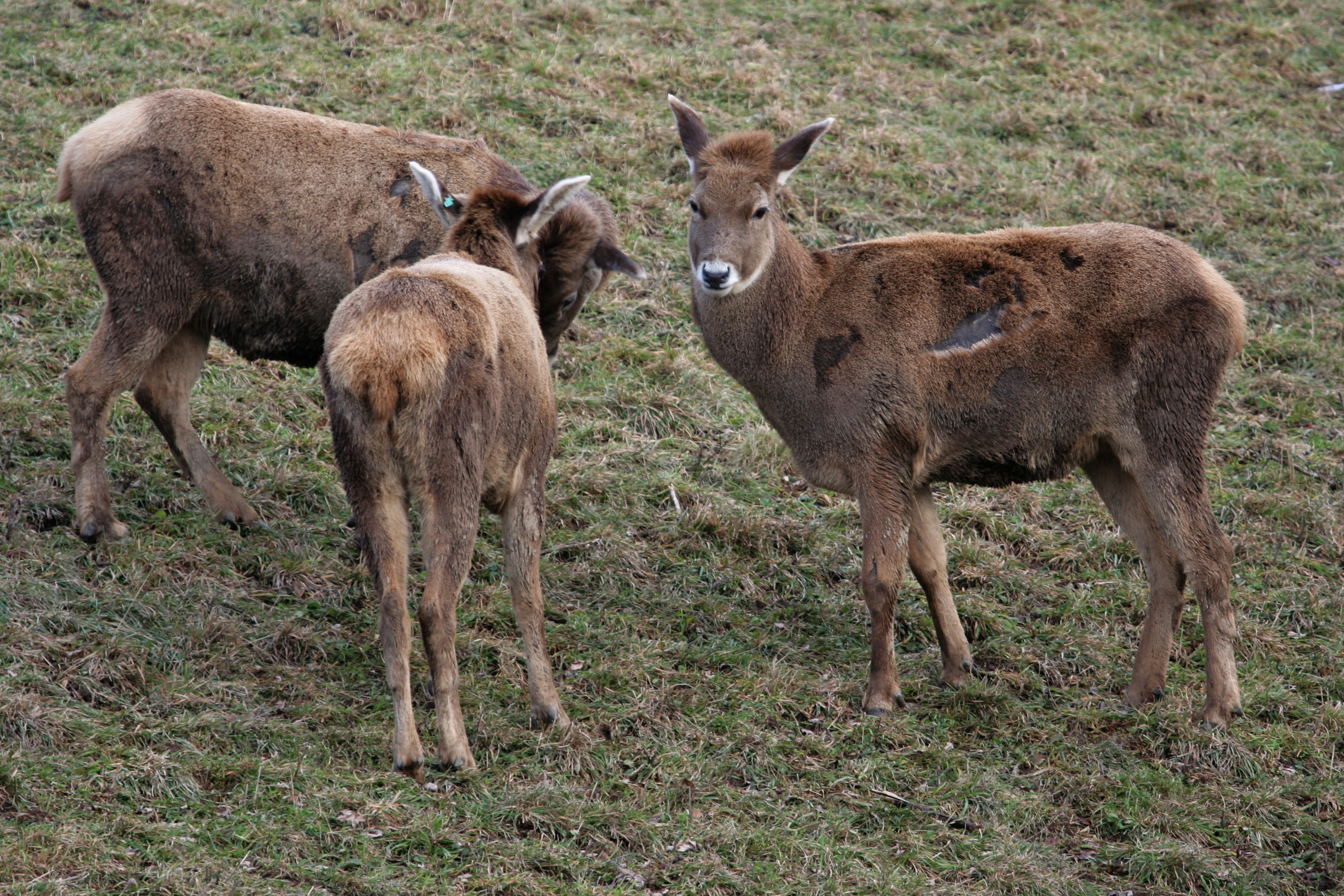
Femmine di cervo a labbra bianche.

La stagione degli amori va da settembre a novembre; durante questo periodo, i branchi misti, composti sia da maschi che da femmine, divengono più frequenti. Nei branchi dove sono presenti più maschi, ognuno di essi mantiene un piccolo harem di femmine che protegge dagli altri maschi. I maschi competono tra loro in maniera simile agli altri cervi, con combattimenti, marcature odorose, manifestazioni visive e bramiti. L'accoppiamento è costituito da un'unica e rapida stoccata.
Dopo una gestazione di 220-250 giorni, la femmina dà alla luce un unico piccolo, generalmente in maggio o giugno. Poco prima della nascita, la madre individua un rifugio sicuro, spesso tra la boscaglia o sotto gli arbusti più fitti. Alla nascita il piccolo è ricoperto di macchie bianche ed è in grado di reggersi in piedi dopo circa 40 minuti di vita. All'inizio, la madre cerca di proteggerlo spostandolo da un rifugio all'altro, visitandolo solo due volte al giorno per allattarlo. Dopo circa due settimane, entrambi si ricongiungono alla mandria.
Le macchie cominciano a sbiadire dopo circa sei settimane, e i piccoli vengono ornati della colorazione adulta al termine del loro primo anno di vita. Essi raggiungono la maturità sessuale durante il secondo o il terzo anno, sebbene i maschi solo raramente vadano in calore prima di aver raggiunto i cinque anni. In cattività il cervo a labbra bianche può vivere fino a 21 anni, ma in natura probabilmente non sopravvive mai per più di dodici anni.

## Conservazione
Il cervo a labbra bianche vive solamente in popolazioni sparse all'interno di quello che era il suo antico areale, sebbene l'isolamento dei suoi habitat prediletti renda difficile uno studio dettagliato. La sua sopravvivenza è minacciata dall'avanzare dei terreni agricoli, nonché dalla competizione con animali domestici come pecore, capre e yak. Viene inoltre cacciato per la corne, i palchi e altre parti del corpo (come il velluto), che trovano impiego nella medicina tradizionale cinese. La IUCN lo inserisce tra le specie vulnerabili, mentre in Cina è considerato una specie protetta di I Classe.
La specie viene anche allevata per i palchi in Cina e Nuova Zelanda, ed è inoltre presente in numerosi zoo di tutto il mondo. Sembra in grado di adattarsi facilmente anche alle basse quote.